# Andrés Palacios
Andrés Palacios (Santiago, Chile; 13 de mayo de 1975) es un actor mexicano de origen chileno. Inició su carrera actoral en el año 2000 con la telenovela El amor no es como lo pintan, interpretando a Jaime Galán Valdés. Ganó reconocimiento por su papel de Nicolás Pacheco en Amor en custodia (2005). Ha participado en diversas producciones de televisión, incluyendo Las Juanas (2004), Camelia la Texana (2014), Señora Acero (2014), Las amazonas (2016), Imperio de mentiras (2020) y La madrastra (2022).

## Biografía
Tiene licenciatura en Mercadotecnia y Publicidad, ha trabajado como modelo e hizo campañas de publicidad. 
Ingresó al Centro de Formación Actoral de TV Azteca, ha participado en varias producciones de la televisora del Ajusco pero su primer papel protagonista lo obtuvo en la telenovela Las Juanas, también trabajó la telenovela Amor en custodia y como vampiro en Noche eterna. 
Desde 2016 trabaja en la empresa Televisa donde ha protagonizado telenovelas como Las amazonas, El bienamado y Tenías que ser tú.
En 2023 regresa a las telenovelas, dando vida a Santos Sandoval en la telenovela Tierra de esperanza.

## Filmografía

### Televisión
| Año       | Título                       | Personaje                                     |
| --------- | ---------------------------- | --------------------------------------------- |
| 2000-2001 | El amor no es como lo pintan | Jaime "Neco" Galán Pérez                      |
| 2002-2003 | La duda                      | Chimino Ríos                                  |
| 2004      | Belinda                      | Jesús Infante                                 |
| 2004-2005 | Las Juanas                   | Juan Álvaro Matamoros Gallardo                |
| 2005-2006 | Amor en custodia             | Nicolás Pacheco                               |
| 2007-2008 | Mientras haya vida           | Sergio Juárez                                 |
| 2008      | Noche eterna                 | Darío Franco                                  |
| 2008      | Deseo prohibido              | Nicolás Guzmán                                |
| 2009      | Eternamente tuya             | Juan Pablo Tovar                              |
| 2010      | Vidas robadas                | Martín Sandoval                               |
| 2011-2012 | Cielo rojo                   | Natán Garcés                                  |
| 2012      | Amor cautivo                 | Javier del Valle García                       |
| 2013      | Fortuna                      | Gabriel Ledesma / Gabriel Altamirano Ledesma  |
| 2014      | Camelia la Texana            | Teniente Facundo García                       |
| 2014-2015 | Señora Acero                 | Eliodoro "Elio" Flores Tarso                  |
| 2016      | Las amazonas                 | Alejandro San Román / Alejandro Santos Huerta |
| 2017      | El bienamado                 | Homero Fuentes Arce                           |
| 2017      | El vuelo de la victoria      | Raúl de la Peña Ruiz                          |
| 2018      | Tenías que ser tú            | Miguel "Miky" Carreto Jiménez                 |
| 2019      | La usurpadora                | Carlos Bernal Mejía                           |
| 2020-2021 | Imperio de mentiras          | Leonardo Velasco Rodríguez                    |
| 2022      | Amor dividido                | Bruno García Solís                            |
| 2022      | La madrastra                 | Esteban Lombardo Fuentes                      |
| 2023      | Tierra de esperanza          | Santos Sandoval                               |
| 2024-2025 | Amor amargo                  | Tomás Jiménez                                 |

### Director
| Año         | Telenovela    | Rol                          |
| ----------- | ------------- | ---------------------------- |
| 2009 - 2010 | Pasión morena | Director de escena y cámaras |

### Series
| Año  | Serie               | Personajes     |
| ---- | ------------------- | -------------- |
| 2017 | Érase una vez       | Vidal          |
| 2016 | Hasta que te conocí | Daniel Mijares |
| 2010 | Justicia ciega      |                |
| 2010 | Capadocia           | Gabo           |

### Cine
| Año  | Película                           | Personaje   |
| ---- | ---------------------------------- | ----------- |
| 2017 | El que busca encuentra             | Dr. Fuentes |
| 2010 | Sucedió en un día                  |             |
| 2010 | Hidalgo: La historia jamás contada | Morelos     |
| 2017 | Macho                              |             |
| 2020 | Escuela para seductores            |             |
| 2020 | El club de los idealistas          |             |
| 2022 | Dulce obsesión                     |             |
| 2022 | Enfermo amor                       |             |

## Premios y nominaciones

### Premios TVyNovelas
| Año  | Categoría   | Telenovela    | Resultado |
| ---- | ----------- | ------------- | --------- |
| 2017 | Mejor actor | Las amazonas  | Nominado  |
| 2020 | Mejor actor | La usurpadora | Nominado  |
| 2023 | Mejor actor | La madrastra  | Nominado  |

### Premios Bravo
| Año  | Categoría              | Telenovela       | Resultado |
| ---- | ---------------------- | ---------------- | --------- |
| 2006 | Mejor actor revelación | Amor en custodia | Ganador   |

### Premios Juventud
| Año  | Categoría      | Telenovela   | Resultado |
| ---- | -------------- | ------------ | --------- |
| 2023 | Mejor enamoran | La madrastra | Ganador   |